# Hypena ambigua
Hypena ambigua là một loài bướm đêm trong họ Erebidae.